# Izabella Scorupco
Izabella Scorupco (nacida como Izabella Dorota Skorupko; Białystok, Podlaquia, 4 de junio de 1970) es una modelo y ex actriz polaca de cine y televisión, conocida por sus intervenciones en películas como GoldenEye (1995), Límite vertical (2000) y Exorcist: The Beginning (2004).

## Biografía
Tras vivir sus primeros años en su Polonia natal, Izabella se trasladó en 1978, a la edad de ocho años, a Estocolmo, Suecia. En el país nórdico estudió sueco e inglés, y trabajó en perfeccionar su polaco. También estudió interpretación y canto, debutando a los 18 años en la película Ingen kan älska som vi (1988), donde fue descubierta por un director de cine sueco. Después se convirtió en una exitosa modelo en Europa, en parte gracias a su fluidez en cuatro idiomas. También comenzó una importante carrera como modelo; incluso llegó a grabar un disco, que consiguió bastante éxito en Suecia. En 1996 se casó con el jugador de hockey sobre hielo Mariusz Czerkawski, de quien se divorció en 1998; el matrimonio tuvo una hija, Julia, nacida en septiembre de 1997. Posteriormente, el 30 de enero de 2003, se casó nuevamente con Jeffrey Raymond. El 24 de julio de 2004 tuvieron su primer hijo juntos, Jacob Martin Raymond.

## Carrera
Izabella debutó en Hollywood interpretando el personaje de Natalya Fyodorovna Simonova en la película de la serie James Bond GoldenEye (1995), junto a Pierce Brosnan, dirigida por Martin Campbell, convirtiéndose en la cuarta actriz de origen polaco en ser elegida como chica Bond. En 2000 intervino en el thriller Límite vertical (2000), de nuevo a las órdenes de Martin Campbell, junto a actores como Chris O'Donnell y Bill Paxton, y en Reign of Fire (2002), de Rob Bowman, cinta protagonizada por Matthew McConaughey y Christian Bale, que recaudó 82 millones en todo el planeta. Tras unos años sin grandes proyectos volvió al cine con la película de terror El exorcista: el comienzo (2004), dirigida por Renny Harlin, que no recibió el apoyo de gran parte de la prensa cinematográfica. También ha participado en series de televisión como la comedia Cougar Club (2007) o Alias (2005), protagonizada por Jennifer Garner.

## Filmografía
| Año  | Título                              | Rol                  | Notas                                            |
| ---- | ----------------------------------- | -------------------- | ------------------------------------------------ |
| 1988 | Ingen kan älska som vi              | Annelie              |                                                  |
| 1991 | Bert                                | Zindy Dabrowski      |                                                  |
| 1991 | V som i viking                      | The Single Mother    | Miniserie de TV                                  |
| 1995 | Det var en mörk och stormig natt    | Petronella           | Corto                                            |
| 1995 | Petri Tårar                         | Carla                |                                                  |
| 1995 | GoldenEye                           | Natalya Simonova     |                                                  |
| 1999 | With Fire and Sword                 | Helena Kurcewiczówna |                                                  |
| 2000 | Dykaren                             | Irena Walde          |                                                  |
| 2000 | Vertical Limit                      | Monique Aubertine    |                                                  |
| 2002 | Reign of Fire                       | Alex Jensen          |                                                  |
| 2004 | Exorcist: The Beginning             | Sarah Novak          |                                                  |
| 2005 | Alias                               | Sabina               | Serie de TV, temporada 4, episodio 15: "Pandora" |
| 2007 | Cougar Club                         | Daniella Stack       |                                                  |
| 2007 | Solstorm                            | Rebecka Martinsson   |                                                  |
| 2010 | Änglavakt                           | Cecilia              |                                                  |
| 2014 | Micke & Veronica                    | Veronica             |                                                  |
| 2017 | Sleepwalker                         | Dr. Cooper           |                                                  |
| 2018 | Hidden                              | Eldh                 | Serie de TV                                      |
| 2018 | The Undreaming of Anna Bell Zeigler | Harriet Zeigler      |                                                  |